# Nico de Wolf
Nicolaas "Nico" de Wolf (Apeldoorn, Gelderland, 27 d'octubre de 1887 - Doesburg, Gelderland, 18 de juliol de 1967) va ser un futbolista neerlandès que va competir a començament del segle xx. Jugà com a migcampista i en el seu palmarès destaca la medalla de bronze en la competició de futbol dels Jocs Olímpics d'Estocolm, el 1912.
Entre 1910-1913 jugà al Koninklijke HFC, en què guanyà la Copa neerlandesa de futbol de 1911-1912. A la selecció nacional jugà un total de 5 partits, en què no marcà cap gol. Debutà contra Alemanya l'octubre de 1910 i disputà el seu darrer partit contra Bèlgica el març de 1913.